# 뉴올리언스 펠리컨스
뉴올리언스 펠리컨스(영어: New Orleans Pelicans)는 미국 루이지애나주 뉴올리언스를 연고지로 하는 NBA 서부 콘퍼런스 사우스웨스트 디비전 소속 프로농구 팀이다. 샬럿 호니츠(영어: Charlotte Hornets)와 밀접한 역사를 갖고 있는 팀이며, 최근에는 자이언 윌리엄슨과 브랜든 잉그램을 필두로 팀을 구축하고 있다.

## 구단 역사

### 창단 초기
1988년 미국 노스캐롤라이나주 샬럿에서 창단했으나, 2002년에 연고지를 루이지애나주 뉴올리언스로 옮겼다. 이후 샬럿에선 샬럿 밥캐츠가 창단되었다. (1988년에 창단된 오리지널 샬럿 호니츠의 프랜차이즈 역사를 현재의 샬럿 호니츠가 가져가고 2002년부터 뉴올리언스로 연고지를 옮긴 현재의 뉴올리언스 펠리컨스는 뉴올리언스 연고 시절의 역사만 가져가는 것으로 결론났기 때문에 프랜차이즈의 역사로만 따지면 실질적인 창단은 2002년에 했다고 보는 것이 옳다.) 2005년 NBA 드래프트에서 웨이크 포레스트 대학 출신 스타 포인트 가드 크리스 폴을 얻었지만, 허리케인 카트리나로 인해 뉴올리언스 시 전체가 침수당해 정상적인 시즌 진행이 힘들어지자 오클라호마 시티에서 대부분의 홈 경기를 치르고 몇 경기만 뉴올리언스에서 치렀으며, 팀명도 '뉴올리언스/오클라호마시티 호니츠'로 변경했다.

### 뉴올리언스 호니츠 시대
2007년 뉴올리언스가 어느 정도 복구되자 뉴올리언스로 돌아오고 팀명을 뉴올리언스 호니츠로 바꿨으며, 2008년부터 호니츠가 떠난 오클라호마 시티는 시애틀 수퍼소닉스가 사용하기로 했으며, 시애틀은 이를 위해 팀명도 오클라호마시티 선더로 바꿨다. 한편 호니츠는 뉴올리언스로 돌아온 뒤 치른 첫 시즌인 2007-2008시즌에서 팀 역사상 최초의 디비전 우승을 달성하며 플레이오프에 진출했으나 컨퍼런스 준결승에서 샌안토니오 스퍼스에 3-4로 패해 아쉽게 떨어졌다. 2010년 심각한 재정난에 시달리던 뉴올리언스 호니츠가 결국 NBA 사무국에 인수되었고, NBA 사무국은 뉴올리언스 구단을 인수할 새로운 인물이 나타날 때까지 임시적으로 구단을 운영했다.
2012년에 팀 내 에이스였던 크리스 폴은 로스앤젤레스 클리퍼스로 트레이드되었고, 4월 13일에 톰 벤슨이 구단을 인수했고, 2012년 NBA 드래프트에서 전체 1순위로 켄터키 대학 출신의 NCAA 최고 센터인 앤서니 데이비스를 지명하면서 새로운 출발을 해나가고 있다.

### 뉴올리언스 펠리컨스 시대
뉴올리언스 호니츠는 2013년 1월 25일(이하 한국시간) 구단 공식 홈페이지를 통해 오는 2013-2014 시즌부터 팀명을 뉴올리언스 호니츠에서 뉴올리언스 펠리컨스(New Orleans Pelicans)로 바꿀 것이라고 발표했다. 뉴올리언스가 팀명을 바꾸려 한다는 소문은 이미 지난해 말부터 떠돌았다. 호네츠는 본래 뉴올리언스 지역 NBA 팀의 이름이 아니었기 때문이다. 호네츠는 지난 2002년 샬럿에서 뉴올리언스로 이전한 샬럿 호니츠의 팀명이었고, 뉴올리언스는 10년 동안 이를 바꾸지 않고 그대로 사용해왔다. 사실 처음으로 뉴올리언스 지역에 생긴 NBA 팀의 이름은 뉴올리언스 재즈였다. 하지만 뉴올리언스 재즈는 1980년에 유타로 연고지를 옮겼고, 이 팀은 지금까지 유타 재즈로 남아 있다. 재즈는 이제는 유타 지역의 팀명이라는 인식이 워낙 강하고, 유타 구단이 팀명에 대한 소유권을 가지고 있기 때문에 뉴올리언스가 가져오기도 힘든 상황이다.
2019년 6월 뉴올리언스 펠리컨스는 2019년 NBA 신인 드래프트에서 전체 1순위로 뛰어난 운동 신경과 신체 능력을 보유한 듀크대의 파워 포워드 자이언 윌리엄슨을 지명하였다. 또한 로스앤젤레스 레이커스와의 트레이드를 통해 앤서니 데이비스를 넘겨주는 대신 브랜든 잉그램, 론조 볼, 조쉬 하트를 영입하였다. 2022년, 펠리컨스는 리빌딩을 선언한 포틀랜드 트레일블레이저스와 대규모 트레이드를 진행하여 릴러드와 듀오를 구성했던 슈팅 가드 CJ 맥컬럼과 좋은 신체 능력을 보유한 빅맨 래리 낸스 주니어를 영입해 전력 보강에 박차를 가했다.

## 샬럿 호니츠와의 연관성
뉴올리언스 호니츠가 2013년에 팀명을 변경하고 이듬해 2014년 샬럿 밥캣츠도 호니츠로 팀명을 변경하였다. 그러면서 뉴올리언스 펠리컨스가 샬럿 호니츠였던 시절이었던 1988년부터 2002년까지의 역사를 단절하고, 해당 역사를 샬럿 밥캣츠가 가져가기로 하고 합의하였고, 이를 NBA사무국이 승인하면서 1988년부터 2002년까지의 샬럿 호니츠의 구단역사와 뉴올리언스 펠리컨스의 구단역사는 별개로 친다. 즉, 뉴올리언스 펠리컨스는 해체되었던 샬럿 호니츠를 대체한 신생 구단이며, 샬럿 밥캣츠의 창단은 해당 팀의 재가입으로 공인되어 있다.

## 역대 홈경기장

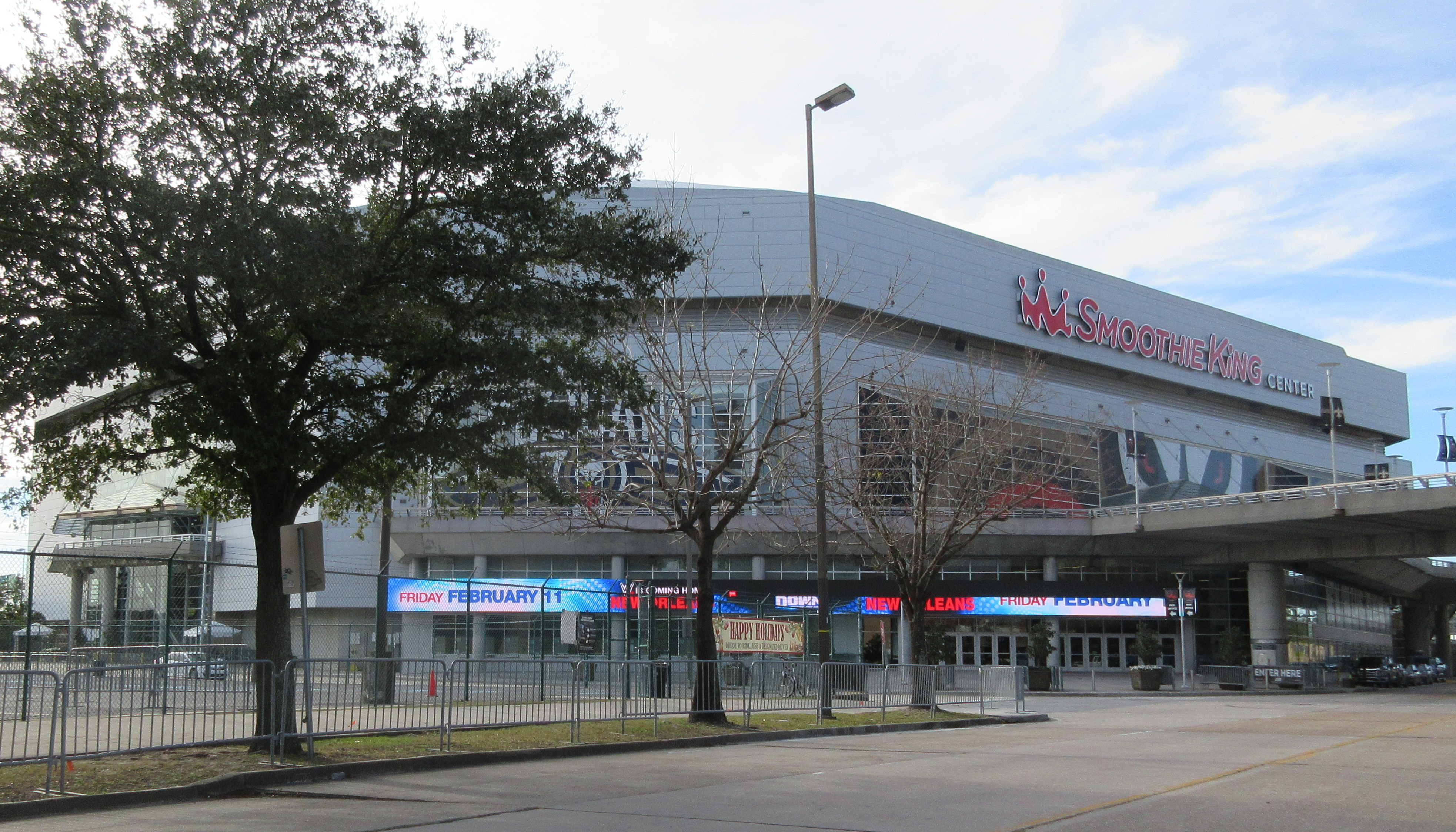
뉴올리언스 펠리컨스의 홈경기장인 경기장 스무디킹 센터

| 경기장                           | 사용기간                  | 수용인원 | 장소                        | 비고                                               |
| -------------------------------- | ------------------------- | -------- | --------------------------- | -------------------------------------------------- |
| 뉴올리언스 펠리컨스              |                           |          |                             |                                                    |
| 스무디킹 센터                    | 2002년~2005년 2007년~현재 | 16,867명 | 루이지애나주 뉴올리언스     | 뉴올리언스 아레나 (2002년~2014년)                  |
| 뉴올리언스/오클라호마시티 호니츠 |                           |          |                             |                                                    |
| 포드 센터                        | 2005년~2007년             | 19,164명 | 오클라호마주 오클라호마시티 | 허리케인 카트리나로 인해 임시 홈경기장으로 사용함. |
| 피트 마라비치 어셈블러 센터      | 2005년                    | 14,164명 | 루이지애나주 배턴루지       | 허리케인 카트리나로 인해 임시 홈경기장으로 사용함. |
| 로이드 노블 센터                 | 2006년                    | 12,000명 | 루이지애나주 노먼           | 허리케인 카트리나로 인해 임시 홈경기장으로 사용함. |

## 영구 결번
| 번호                | 이름          | 포지션 | 활동 기간 | 비고                                                          |
| ------------------- | ------------- | ------ | --------- | ------------------------------------------------------------- |
| 뉴올리언스 펠리컨스 |               |        |           |                                                               |
| 6                   | 빌 러셀       | 센터   | 빈칸      | NBA 최초로 전 구단 영구결번됨.                                |
| 7                   | 피트 마라비치 | 가드   | 빈칸      | 뉴올리언스 지역의 농구 스타로 업적을 기리기 위해서 결번이 됨. |

## 같이 보기
- 뉴올리언스 버커니어스
- 샬럿 호네츠